# Hockenheim
Hockenheim är en stad i Rhein-Neckar-Kreis i regionen Rhein-Neckar i Regierungsbezirk Karlsruhe i förbundslandet Baden-Württemberg i Tyskland. 
Staden har cirka 22 000 invånare. Hockenheim är känd för racerbanan Hockenheimring som byggdes 1932. Där körs till exempel Formel 1 vartannat år sedan 2006.

## Vänorter
Hockenheim har följande vänorter:
- Commercy, Frankrike, sedan 18 april 1970
- Hohenstein-Ernstthal, Tyskland, sedan 3 oktober 1990
- Mooresville, North Carolina, USA, sedan 7 juni 2002
- Samba, Burkina Faso, sedan maj 1985